# Sender Balzers
Der Sender Balzers ist ein Füllsender und deckt das südliche Liechtenstein ab. Er deckt das Gebiet von Balzers bis Triesen ab. Dieser Sender ist im Besitz von Radio Liechtenstein und wird auch von diesem genutzt.

## UKW-Sender
| Sender              | Sendeleistung | Frequenz  |
| ------------------- | ------------- | --------- |
| Radio Liechtenstein | 0,05 kW       | 88,80 MHz |